# Cédric Heymans
Cédric Heymans (Brive-la-Gaillarde, 20 luglio 1978) è un rugbista a 15 francese, utility back del Bayonne dal 2011.

## Biografia
Cresciuto nel Brive, squadra della sua città natale, con essa esordì nel 1996 e si aggiudicò la Heineken Cup nel 1997; fu ingaggiato a 19 anni dall'Agen (1997), club con il quale raggiunse la finale dell'European Challenge Cup 1997-98.
Al Tolosa dal 2002, si è laureato ulteriori tre volte campione d’Europa e due volte campione di Francia (2008 e (2011).
In Nazionale esordì nel corso del Sei Nazioni 2000 contro l'Italia; dopo quello del 2000, il successivo torneo cui prese parte fu quello del 2005, il primo di 5 consecutivi a tutto il 2009, con due vittorie finali (2006 e 2007).
Prese anche parte alla Coppa del Mondo di rugby 2007 in Francia, classificandosi al quarto posto finale (con 5 incontri disputati nella manifestazione), e a quella del 2011 in Nuova Zelanda, finalista.
Dal 2011, dopo 10 stagioni al Tolosa, Heymans gioca nel Bayonne con cui ha firmato un contratto biennale.

## Palmarès
- Campionati francesi: 2
Tolosa: 2007-08, 2010-11
- Heineken Cup: 4
Brive: 1996-97
Tolosa: 2002-03, 2004-05, 2009-10